# ليندا شابمان
ليندا شابمان (بالإنجليزية: Linda Chapman)‏ هي كاتبة للأطفال وكاتِبة بريطانية، ولدت في 15 يناير 1969 في ليفربول في المملكة المتحدة.

## وصلات خارجية
- الموقع الرسمي
- ليندا شابمان على موقع ميوزك برينز (الإنجليزية)